# Івко Максим Едуардович
Івко Максим Едуардович (нар. 6 січня 1995, Чернігів) — український біатлоніст, бронзовий призер Зимової Універсіади 2017 року з біатлону в змішаній естафеті, бронзовий призер Юніорського кубку світу 2015 та Чемпіонат Європи з біатлону 2015 рр.
Навчається в Чернігівському педагогічному університеті ім. Шевченка.

## Спортивні досягнення
Виступає за команду Збройних Сил України та місто Чернігів. Тренери — Олександр Васильович Ворчак, Світлана Леонідівна Ворчак, Роман Андрійович Прима.
В 2015 році М.Івко завоював три бронзові медалі:
- Чемпіонат Європи з біатлону 2015 в Отепяе (Естонія) — індивідуальна гонка на 15 км[1] та змішаній естафеті.[2]
- Юніорський кубок світу в Обертіллах (Австрія) — Спринт на 10 км.[3]

У 2017 р. вдало виступив в складі змішаної команди
- Зимова Універсіада в Алмааті (Казахстан) — бронзова медаль — змішана естафета (Надія Бєлкіна, Яна Бондар та Артем Тищенко)[4]